# Серапіс

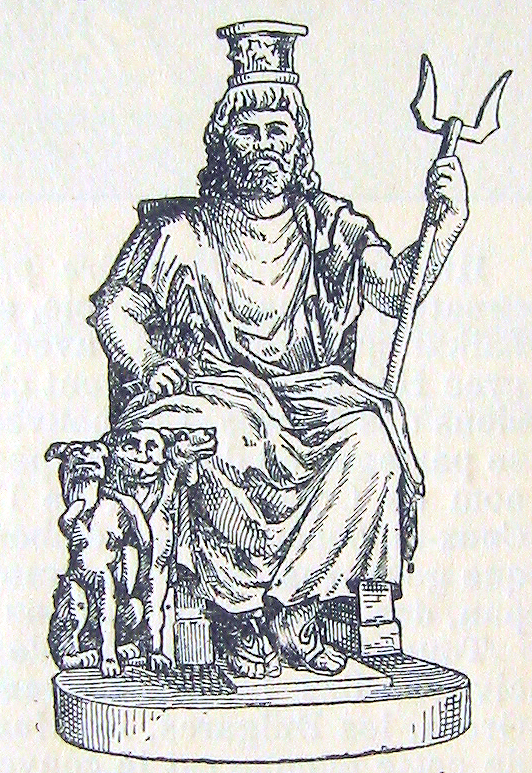
Зображення Зевса-Серапіса

Сера́піс (грец. Σέραπις – «Осіріс + Апіс») – греко-єгипетський бог врожаю та потойбіччя.

## Культ Серапіса

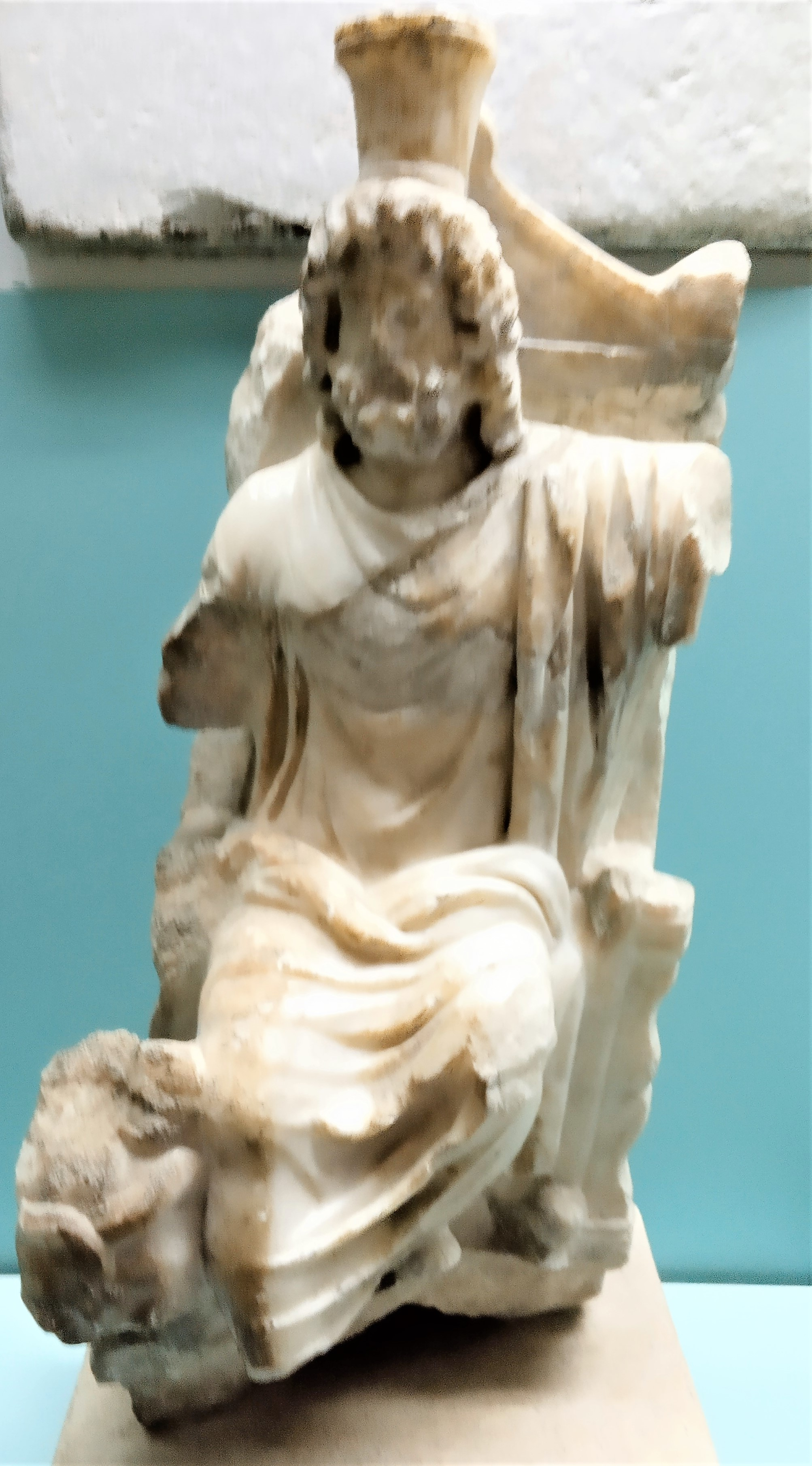
Серапіс на троні. Одеський археологічний музей

Культ Серапіса зародився в IV ст. до н. е., коли почали зливатися єгипетські й грецькі релігійні уявлення. За Плутархом Птолемеєві наснилася величезна статуя бога, яку один бувалий грек вважав сінопським Плутоном, а єгипетський верховний жрець — єгипетським Плутоном. Ім'я Серапіс зустрічається на різних єгипетських написах ще доперських часів у формі Осіріс — Апіс. Міфологічно й догматично Серапіс цілком тотожний з Осірісом, святилища якого згодом стали називатись серапейонами. Біля серапейонів оселялися пустельники, які роками не виходили зі скиту. Зображували Серапіса (часто на троні) як чоловіка середніх літ, із зачіскою й бородою Зевса, зі скіпетром у руках та орлом коло ніг; інколи волосся божества, як у Плутона, спадало на чоло, а біля ніг був Кербер. На голові — наповнений плодами кошик як символ достатку.
Серапіса ототожнювали із Зевсом, Плутоном та Асклепієм. Тріада із Серапіса, Ісіди й Гарпократа цілком відповідала тріаді з Осіріса, Ісіди й Гора. В образі Серапіса з'єдналися риси божества рослинності, що вмирає й воскресає. Культ цього божества проник в Афіни, де йому було споруджено храм біля підніжжя акрополя, потім поширився в інші грецькі міста та області Середземномор'я. У Смірні, Галікарнасі його шанували вже в III ст. до н. е., у Південній Італії — в першій половині II ст. У самому Римі під час владарювання Сулли утворено колегію пастофорів Осіріса. Хоч за імператора Тиберія шанувальників культу Серапіса переслідували, однак Нерон і імператори з роду Флавіїв були прихильні до цього культу. Свята й містерії на честь Серапіса-Осіріса описав Апулей. З плином часу культ Серапіса був витіснений християнством.